# Liebermannacris dorsualis
Liebermannacris dorsualis är en insektsart som först beskrevs av Giglio-tos 1898.  Liebermannacris dorsualis ingår i släktet Liebermannacris och familjen gräshoppor. Inga underarter finns listade i Catalogue of Life.